# Herschdorf (Leutenberg)
Herschdorf ist ein Ortsteil der Stadt Leutenberg im Landkreis Saalfeld-Rudolstadt in Thüringen.

## Geografie
Der Ort Herschdorf liegt südöstlich auf einem Hochplateau am Nordrand des Südostthüringer Schiefergebirges. Das Hochplateau ist weitgehend von Wald umgeben. Der hohe Feinerdeanteil und der hohe Humusgehalt dieser Böden sind unter den hier herrschenden Witterungsbedingungen Grundlage für sichere und hohe Erträge. Die Kreisstraße 168 verbindet das Dorf verkehrsmäßig mit dem Umland.

## Geschichte
Um das Jahr 1100 entstanden wurde der Ort am 30. April 1417 erstmals urkundlich als Hersdorf erwähnt.
Bis 1918 gehörte der Ort zum Amt Leutenberg bzw. Landratsamt Rudolstadt in der Oberherrschaft des Fürstentums Schwarzburg-Rudolstadt.
1675 wurde die Kirche erbaut und bis 1925 war im Ort eine Schule. Früher ein Bauerndorf, ist heute der Tourismus für den Ort von Bedeutung.